# تصنیف
تصنیف رایج‌ترین فرم در موسیقی سنتی ایرانی است که وزن متریک دارد. نام کامل این فرم احتمالاً «تصنیف صوت» بوده که به مرور زمان کوتاه شده‌است. اصطلاح تصنیف از حوالی سدهٔ ۸ تا ۹ قمری به کار رفته و در سدهٔ دهم قمری رواج یافته‌است. با این حال، برخی محققان موسیقی واژهٔ تصنیف را به معنایی عام‌تر که شامل هر موسیقیِ موزون آوازی باشد، تعبیر می‌کنند و برای آن ریشه‌های کهن‌تری مانند گاتاهای زرتشت می‌جویند.
قدیمی‌ترین تصنیف‌هایی که امروز به‌جا مانده مربوط به دورهٔ عبدالقادر مراغه‌ای (که در دورهٔ تیموریان می‌زیست) است. تصنیف‌های دورهٔ صفویه اغلب اوزان عروضی داشتند. در دورهٔ زندیه نوع خاصی از تصنیف با نام «کارِ عمل» (یا «کار و عمل») رایج بود که گاه مقصود از آن نمایش دادن مقام و گوشه‌های هر دستگاه بود. همچنین تصنیف‌های عامیانه‌ای نیز در واکنش به مسائل سیاسی و اجتماعی ساخته می‌شدند. اما رواج تصنیف به شکل امروزی، به اواخر دورهٔ قاجاریه و آغاز جنبش مشروطه ایران نسبت داده می‌شود. در این دوره، شاعران و آهنگسازان بسیاری به تصنیف روی آوردند و بسیاری از این تصنیف‌ها وضعیت سیاسی و اجتماعی جامعهٔ آن دوران را منعکس می‌کردند. این مفهوم، با آنچه در موسیقی قدیم ایران (پیش از قرن دوازدهم هجری) تصنیف نامیده می‌شد متفاوت است، چرا که برخلاف تصنیف‌های قدیمی، نقش موسیقی از شعر در این تصانیف بیشتر بود.
در رواج تصنیف، نقش دو تن از آهنگسازان اواخر قاجار، علی‌اکبر شیدا و عارف قزوینی انکارناپذیر بود. شیدا تصنیف را از مقال گفتگوهای عامیانه به محفل هنرمندان برد، و عارف محتوا، مضامین و فرم تصنیف را تکامل بخشید و کاربردی نو برای آن به وجود آورد. تصنیف‌های شیدا و برخی از تصنیف‌های عارف عاشقانه بودند، اما عارف از تصنیف بیشتر برای بیان مفاهیم سیاسی و میهنی استفاده می‌کرد. پس از عارف و شیدا، محمدتقی بهار نیز بابت ورود تصنیف به ادبیات مکتوب ایران مؤثر بود. تصنیف‌های بهار نیز مانند تصنیف‌های عارف ماهیت ملی-میهنی داشتند، و بهار که شاعر توانمندی بود، توانست ارتباط بین شاعری و تصنیف‌سازی را مستحکم‌تر کند. از دهه ۱۳۴۰ خورشیدی تصنیف‌سازان این دوره که اغلب از شاگردان ابوالحسن صبا بودند از لفظ «ترانه» برای توصیف تصنیف‌ها استفاده کردند؛ از همین رو، از دههٔ ۱۳۲۰ ه‍.خ به بعد تصنیف‌سرایی نیز کم‌کم جای خود را به ترانه‌سرایی داد. اما رشد این ترانه‌های دستگاهی، با وقوع انقلاب اسلامی ایران متوقف شد. این دوره که با حذف موسیقی پاپ نیز همراه بود، به ساختن تصنیف‌هایی با روش قدیم، و نیز احیای لفظ «تصنیف» برای توصیف این فرم موسیقی منجر شد. در این دوره، تصنیف‌سازان برای آن‌که به «ترانه» و «ترانه‌سرایی» پشت کنند، به استفاده از اشعار شعرای قدیمی در تصنیف‌ها روی آوردند و نقش ترانه‌سرا در تصنیف‌سازی حذف شد. تصنیف‌سازی بین موسیقی‌دانان معاصر نیز محدود است؛ از جمله تصنیف‌سازان معاصر می‌توان از محمدرضا لطفی، حسین علیزاده، پرویز مشکاتیان و محمدرضا شجریان یاد کرد.
محققان بسیاری در زمینهٔ تصنیف‌های ایرانی کتاب و مقاله نوشته‌اند. از جمله الکساندر خودزکو و والنتین الکسیویچ ژوکوفسکی در دورهٔ قاجاریه نمونه‌هایی از تصانیف عامیانه را گردآوری و مکتوب کردند، و مرتضی احمدی نیز مجموعه‌ای از تصنیف‌های عامیانهٔ معاصر، به‌ویژه آن‌هایی که در روحوضی اجرا می‌شده‌اند را مکتوب و منتشر کرد. نمونه‌های فراوانی از تصنیف، برای مردم شناخته شده و از دید متخصصان سرشناس هستند که از آن جمله می‌توان تصنیف عاشقانهٔ امشب شب مهتابه از شیدا و تصنیف از خون جوانان وطن لاله دمیده از عارف را نام برد.

## تعریف و خصوصیات
ساسان سپنتا تصنیف را چنین تعریف می‌کند: معمول‌ترین و رایج‌ترین فرم در موسیقی ردیفی که وزن متریک دارد (موزون است). وی همچنین تصنیف را با فرم بالاد در موسیقی غربی قابل مقایسه می‌داند. به عقیدهٔ امید طبیب‌زاده برای اینکه قطعه‌ای موسیقی با لفظ تصنیف شناخته بشود، باید سه خصوصیت داشته باشد: ترانه (یا کلام یا متن) داشته باشد، لحن (یا ملودی) داشته باشد، و ضرب‌آهنگ (ریتم) مشخص متریک داشته باشد.

### ریشهٔ نام
در مورد ریشهٔ نام تصنیف و تاریخچهٔ به‌کارگیری آن نظرات متفاوتی وجود دارد. لفظ «تصنیف» پیش از آنکه برای موسیقی به کار برود، برای ادبیات به کار می‌رفته و معنای آن «سرودن» یک اثر ادبی بوده‌است. عبدالرحمان جامی در رسالهٔ موسیقی خودش نوشته که «تصنیف نوعی تألیف و جمع‌آوری آهنگ است» و به عقیدهٔ جلال‌الدین همایی، نام کامل این فرم «تصنیف صوت» (به معنای آهنگسازی) بوده و به مرور زمان مضاف‌الیه آن حذف شده و تنها «تصنیف» باقی مانده‌است. به گفتهٔ یحیی آرین‌پور اصطلاح تصنیف احتمالاً از حدود سدهٔ هشتم یا نهم قمری به کار رفته و در سدهٔ دهم قمری رایج شده‌است. ساسان فاطمی هم معتقد است که در سدهٔ هشتم و نهم قمری، اصطلاح «تصنیف» برای توصیف تمام قطعه‌هایی (چه سازی و چه آوازی) که آهنگسازی شده بودند و بداهه‌نوازی نبودند به کار می‌رفته‌است، ولی چون با پایان دورهٔ صفویه آهنگسازی تدریجاً کنار گذشته شده و فرم‌های موسیقی آن دوره (که با نام‌های عمل، قول، غزل، بسیط و غیره شناخته می‌شدند) به موسیقی قاجاریه که عمدتاً مبتنی بر بداهه‌نوازی بود راه نیافتند، در نتیجه لفظ تصنیف نیز در دورهٔ قاجاریه برای توصیف تنها گونهٔ آوازی آهنگ‌سازی شده‌ای که در این دوران رواج داشت به کار رفته‌است. در سدهٔ دهم هجری نیز شاعری به نام «تصنیفی» می‌زیسته که در شعر و موسیقی دست داشته و تا چند سده بعدتر نیز از لفظ «تصنیف‌ساز» برای توصیف چنین افرادی استفاده شده‌است. به گفتهٔ فاطمی، امروزه لفظ تصنیف برای قطعه‌های موزون آوازی به کار می‌رود که جزئی از ردیف موسیقی ایرانی نیستند. وی همچنین اشاره می‌کند که برخی محققان موسیقی واژهٔ «تصنیف» را به معنایی عام‌تر که شامل هر موسیقیِ موزون آوازی باشد تعبیر می‌کنند و برای آن ریشه‌های کهن‌تری می‌جویند. مثلاً حسینعلی ملاح ریشهٔ آن را در گاتاهای زرتشت دانسته‌است؛ به عقیدهٔ او این دیدگاه تصنیف و ترانه را مترادف هم قرار می‌دهد. همچنین، وی این امر که از واژهٔ تصنیف برای توصیف موسیقیِ سازی استفاده می‌شده را نیز در تناقض با تعریف عام‌تر تصنیف (که مترادف ترانه است و فقط شامل موسیقی آوازی است) می‌داند. حسن وحید دستگردی نیز واژهٔ تصنیف را مترادف با واژهٔ قدیمی‌تر «ملحون» می‌داند.

### دسته‌بندی
1. تصنیف‌های قدیمی
سازندهٔ این تصنیف‌ها معمولاً ناشناخته است. مثال‌ها: به جهان خرم از آنم (در گوشهٔ عراق)، همچو فرهاد بوَد (در بیات ترک)، بار فراغ دوستان (در بیات ترک)
2. تصنیف‌های علی‌اکبر شیدا
مثال‌ها: الا ساقیا (در ابوعطا)، از بس به تار زلفت (در سه‌گاه)
3. تصنیف‌های عارف قزوینی
مثال‌ها: نه قدرت که با وی نشینم (در افشاری)، بلبل شوریده فغان می‌کند (در ماهور)، گریه را به مستی بهانه کردم (در دشتی)
4. تصنیف‌های کلاسیک ملی
این تصنیف‌ها توسط موسیقی‌دانان ردیف‌دان ساخته شده‌اند که غالباً شاعر نبودند، در نتیجه شعرشان توسط شاعر دیگری بعداً سروده شده‌است. این تصنیف‌ها معمولاً تندای آهسته‌ای دارند. مسیر ملودی آن‌ها از ردیف دستگاه مربوط پیروی می‌کند و از گوشه‌های مختلف در آن استفاده می‌شود. مثال‌ها: مرغ سحر (ساختهٔ مرتضی نی‌داوود در ماهور)، من بی‌دل (ساختهٔ مرتضی محجوبی در سه‌گاه)، عشق و بهار (ساختهٔ موسی معروفی در ماهور)

به نقل از گن‌ایچی تسوگه
تصنیف‌ها را می‌توان از نظر وزن به دو دستهٔ رسمی و عامیانه تقسیم کرد. تصنیف‌های عامیانه معمولاً در مراسم بزم یا عروسی اجرا می‌شدند و در کنارشان مراسم رقص و تردستی و مانند آن اجرا می‌شد؛ در تصنیف‌های عامیانه معمولاً نوازندهٔ تنبک خوانندهٔ تصنیف نیز بود. تصنیف‌های رسمی، از وزن‌های عروضی برخوردار هستند، ولی تصنیف‌های عامیانه وزن عروضی ندارند یا ممکن است وزنشان «لَنگ» باشد (دارای «سکته» باشد) و خواننده با استفاده از تحریر این نواقص را رفع کند. از نظر ساختاری، تصانیف اولیه معمولاً وزن ساده و کوتاهی داشتند (مثل «تا تاب و توانم هست / دیده پر آبم هست / شیشهٔ شرابم هست / نالهٔ ربابم هست / ...») و گاه در آن‌ها از الفظ عامیانه استفاده می‌شده‌است و حتی گاه الفاظ عامیانه و ادبی کنار هم می‌آیند (نظیر «خواب است و بیدارش کنید / مست است و هشیارش کنید / … / امشب شب مهتابه حبیبم رو می‌خوام»). همچنین به کار گرفتن ترنم لغوی (عباراتی نظیر «جانم جانم»، «ای دل»، «ای حبیب» و «ای عزیز») در تصنیف‌ها متداول بوده‌است. گاهی این کلمات برای رفع وقفه‌های شعرهای عروضی، افزوده می‌شوند (مثلاً «ز من نگارم (حبیبم) خبر ندارد / به حال زارم (عزیزم) نظر ندارد»). همچنین کلمات ساکن در تصنیف‌ها گاه متحرک می‌شوند (مانند «نوبت جانبازی عشاق [و] شد» یا «عشق [و] را رسوایی اول منزل است»). گاهی نیز این عبارات به همراه یک یا چند واژه از خودِ شعر تصنیف که تکرار می‌شود به کار می‌روند (مثلاً «هنگام می و فصل گل و گشتِ … جانم گشتِ … خدا گشتِ چمن شد»). زبان تصنیف‌های عامیانه معمولاً ساده‌تر از زبان شعر است، اگر چه در برخی تصنیف‌ها نظیر امشب شب مهتابه و عقرب زلف کجت از آرایه‌های ادبی نیز به خوبی استفاده شده‌است. اما با پیشرفت فرم تصنیف، استفاده از الفاظ عامیانه کاهش یافت، چنان‌که تصنیف‌هایی که امیرجاهد ساخت (که بسیاری‌شان توسط قمرالملوک وزیری اجرا شدند) از این الفاظ عامیانه بری بود و برش لحن و کلام برهم منطبق شدند. تصنیف‌های امیرجاهد همچنین از نظر مدت نیز طولانی‌تر بودند و گوشه‌های بیشتری از دستگاه در آن اجرا می‌شدند. به عقیدهٔ ابوالحسن صبا، امیرجاهد این کار را عمداً انجام می‌داد تا فرم تصنیف، در حفظ گوشه‌های مختلف ردیف (که ممکن بود با فراموش شدن آوازها به فراموشی سپرده شوند) نقش مؤثری ایفا کند. صبا اشاره می‌کند که پیش از رواج تصنیف، تعزیه این نقش را ایفا می‌کرد اما با رواج تصنیف این نقش نیز به این فرم موسیقی محول شد.
تصنیف‌ها از نظر مفهوم نیز به چند گروه دسته‌بندی می‌شوند: تصنیف‌های مذهبی و عرفانی (که احتمالاً قدیمی‌ترین نوع تصنیف هستند)، تصنیف‌های چوپانی (که به وصف طبیعت می‌پردازد و در آن‌ها بین چوپان و دام‌هایش نوعی رابطهٔ عاطفی برقرار است)، تصنیف‌های کار (که کارگران را در انجام کارهای سخت یاری می‌دهند و بیشتر با تحرک اندام‌های بدن انسان مربوطند)، تصنیف‌های کشاورزی (که در آن‌ها بین کشاورز و زمین و مزرعه و محصولش رابطهٔ عاطفی برقرار است)، تصنیف‌های عاشقانه (که بیشتر به مسائل دلدادگان جوان به شکلی شاد یا غمگین می‌پردازند)، تصنیف‌های سیاسی و ملی (که به خصوص از دورهٔ قاجار متداول شدند) و تصنیف‌های اجتماعی و اخلاقی (که غالباً محتوای طنزآمیز دارند و مایهٔ استهزای کسی یا چیزی هستند).

### ویژگی‌های شعری
شعر تصنیف‌ها با فرم شعری غزل شباهت دارد و مانند آن، از آرایه‌های ادبی همچون تمثیل و استعاره بهره می‌جوید و کلماتی در وصف عشق و معشوق در خود دارد. بسیاری از تصنیف‌ها هم از غزل‌های معروف، به‌ویژه غزلیات سعدی یا حافظ بهره می‌جویند. وزن تصنیف‌ها نیز معمولاً برپایهٔ چند بحر معروف غزل‌های فارسی است، نظیر فاعلاتن فاعلاتن فاعلاتن، یا مستفعلن مستفعلن مستفعلن یا فعولن فعولن فعولن فعول. اما گاهی وزن در بیت‌های بعدی تغییر می‌کند و همچنین استفاده از اوزان نامتقارن نیز در تصنیف‌ها رایج است (برای مثال این تصنیف علی‌اکبر شیدا در بیات اصفهان که با بیتی از سعدی آغاز می‌شود: «سلسلهٔ موی دوست حلقهٔ دام بلاست / هر که در این حلقه نیست فارغ از این ماجراست / تو که بی‌وفا نبودی، پر جور و جفا نبودی / من از دست غمت، من از دست غمت گله دارم بسیار / مرا صبر و تو را، مرا صبر و تو را حوصله بسیار / ...») استفاده از شعرهایی در قالب مستزاد (فرمی شبیه به غزل که در آن کلمه یا جملهٔ موزون و هماهنگی به آخر تمامی مصراع‌ها اضافه شده‌است) نیز در تصنیف‌ها متداول است، و فرم‌های شعری رباعی و مسمط نیز جزو انواع شعری که در تصنیف به کار می‌رود شمرده می‌شوند.
به عقیدهٔ سیروس شمیسا، جدا شدن تدریجی کار تصنیف‌سازی به دو جزء (آهنگسازی و ترانه‌سازی) باعث شد که آهنگسازان به اوزان عروضی توجه نداشته باشند و شعر تصنیف‌ها از قید اوزان متداول آزاد شد. پژوهشگران دیگر هم به استفاده از مصراع‌های کوتاه و بلند بنا به ضرورت‌های موسیقایی اشاره کرده‌اند. همچنین استفاده از مصراع‌های کوتاه‌تر در جایی که فرود موسیقی رخ می‌دهد متداول است، که نمونهٔ آن در تصنیف مرغ سحر دیده می‌شود. گاهی نیز تغییر وزن شعر در جایی اتفاق می‌افتد که در موسیقی نیز پرده‌گردانی رخ می‌دهد (مثلاً در تصنیف باد صبا یا مرغ سحر). به عقیدهٔ امید طبیب‌زاده، خواندن اشعار عروضی به شکل تصنیف، ماهیت وزن آن‌ها را از حالت عروضی خارج و به وزن هجایی مبدل می‌کند.
تصنیف‌ها از نظر ساختار شعری می‌توانند یک یا چند بند داشته باشند. برای مثال، یکی از خصوصیات شاخص بیشتر تصنیف‌های محمدتقی بهار آن است که چند بند داشتند، و در بند اول با مضامین عاشقانه و تغزلی شروع می‌شدند اما در بندهای بعد گریزی به مفاهیم سیاسی و اجتماعی روز می‌زدند. تصنیف‌های مرغ سحر، باد خزان، مرغ بینوا، باد صبا بر گل گذر کن، و عروس گل نمونه‌های از این دست است. استفاده از بندهای کوتاه (فقط با یک یا چند بیت)، و تغییر بندها همزمان با پرده‌گردانی در آهنگ تصنیف، روشی برای پرهیز از یکنواختی و کسل‌شدن تصنیف‌هاست. همچنین استفاده از برگردان‌ها (ترجیعات، شبیه به قالب شعری ترجیع‌بند) در این تصنیف‌ها رایج است، و در تصنیف‌هایی که مضمون اجتماعی یا سیاسی دارند پیام اصلی تصنیف معمولاً در این برگردان‌ها تکرار شده و تأیید می‌شوند.

### ویژگی‌های موسیقایی

الگوی ضربیِ «شیر مادر» که در رنگ‌های موسیقی ایرانی رایج است؛ نت‌های توپر نشان‌دهندهٔ ضرب قوی و نت‌هایی که به شکل ضربدر هستند نشانهٔ ضرب‌های ضعیف هستند.پرونده:Shire Madar rhythmic pattern.ogg

معمولاً اجرای تصنیف از محور اصلی یک دستگاه آغاز می‌شود و در انتها نیز به همان دستگاه فرود می‌آید. در قسمت‌های میانی، یک یا چند گوشه از دستگاه مورد توجه قرار می‌گیرد. تصنیف‌ها معمولاً یک ضرب‌آهنگ (ریتم) مشخص و ثابت دارند. ضرب‌آهنگ یک تصنیف می‌تواند آهسته یا سریع باشد، اگر چه معمولاً آهسته است، و در تصنیف‌های چند قسمتی متداول بوده که قسمت اول (الف) آهسته باشد، قسمت دوم (ب) سریع‌تر باشد و پس از آن یا به قسمت اول برگردان صورت بگیرد یا به تصنیف دیگری ورود شود. به گفتهٔ مجتبی خوش‌ضمیر، بیشتر تصنیف‌های شیدا نیز چند قسمتی بودند که بخش اول ضرب آهسته‌ای داشت و پس از آن بخش دومی با ضرب‌آهنگ سریع‌تر و ملودی متفاوت اجرا می‌شد. ضرب‌آهنگ شش‌هشت (6
8) که در موسیقی ایرانی رایج است (و مثلاً رنگ‌ها نیز معمولاً در این ضرب‌آهنگ ساخته و نواخته می‌شوند) در تصنیف‌ها بسیار متداول است و الگوی ریتمیک «شیر مادر» (که ترکیبی از 6
8 و 3
4 است) نیز به کرات در تصنیف‌ها استفاده می‌شود.
از نظر فرم، تصنیف می‌تواند یک واحدی باشد یا بیش از یک واحد داشته باشد؛ در تصنیف‌های چند واحدی ساختار «الف - ب - الف» متداول بوده‌است، یعنی یک بخش متفاوت ما بین دو بخش همسان اجرا می‌شده‌است (به اجرای مجدد بخش الف نیز «برگردان» گفته می‌شود). فرم چند واحدی تصنیف در موسیقی معاصر منسوخ شده‌است و تنها فرم یک واحدی باقی مانده‌است به عنوان مثال، هرمز فرهت در بررسی یکی از تصنیف‌های قدیمی ساختهٔ علینقی وزیری که در آواز ابوعطا است الگویی به صورت «الف - ب - الف - ب - الف - ب - ج» را در آن نشان می‌دهد که هر قسمت چهار میزان طول می‌کشد، و در آن قسمت‌های الف از نت ایست ابوعطا، و قسمت‌های ب از نت شاهد ابوعطا شروع می‌شوند و قسمت ج همانند قسمت ب است اما به مدار اصلی ابوعطا فرود می‌کند.
در اجرای ردیف موسیقی ایرانی، تصنیف معمولاً در قسمت‌های انتهایی (پیش از رِنگ) و پس از یک بداهه‌نوازی نسبتاً طولانی اجرا می‌شود. گاهی نیز در اجرای ردیف، بیش از یک تصنیف اجرا می‌شود. معمولاً در اجرای تصنیف، خواننده توسط یک یا دو ساز غیر کوبه‌ای (نظیر تار یا کمانچه) و یک ساز کوبه‌ای (نظیر تنبک یا دایره) همراهی می‌شود. تصنیف‌ها در لابه‌لای آوازها اجرا می‌شوند تا از یکنواختی آوازها (که غیر ضربی هستند) بکاهند و در شنونده حالت تحرک و هیجان ایجاد کنند. تصنیف‌های اولیه معمولاً در یک یا چند گوشه از یک دستگاه اجرا می‌شدند و به همین جهت گاهی یکنواخت یا کسل‌کننده بودند، اما محمدعلی امیرجاهد برای رفع این مشکل تصنیف‌هایی ساخت که در آن همهٔ گوشه‌های مهم یک دستگاه اجرا می‌شدند؛ داریوش صفوت از این نوع تصنیف‌ها با عنوان «تصانیف کلاسیک کامل» یاد می‌کند. امیرجاهد و جواد بدیع‌زاده همچنین پایه‌گذار تصنیف‌هایی بودند که بر مبنای شعرهای طولانی‌تر ساخته می‌شدند. تصنیف‌هایی که در دورهٔ قاجاریه ساخته شده‌اند معمولاً نام نداشتند و نامشان از چند کلمهٔ اول شعرشان اقتباس می‌شده‌است (مثل «ز من نگارم») اما تصنیف‌های معاصرتر گاه توسط سازندگانشان نامگذاری هم شده‌اند (نظیر سپیده). ضرب این تصنیف‌ها معمولاً آهسته است.
در اجرای تصنیف معمولاً نوازنده ابتدا به گوشه‌ای که خواننده قصد دارد در آن یک بخش آوازی را اجرا کند اشاره می‌کند و مایهٔ آن گوشه را اجرا می‌کند. سپس خواننده یک یا چند بیت را به آواز می‌خواند و نوازنده معمولاً با کمی تأخیر همان ملودی را تکرار می‌کند که به آن «جواب آواز» (یا به‌طور خلاصه، «جواب») گفته می‌شود. در تصنیف‌های جدیدتر گاهی بین بخش‌های آوازی یک فاصلهٔ سازی اجرا می‌شود که ممکن است ملودی آن شباهت‌های کمتری با ملودی آواز داشته باشد یا کاملاً با آن متفاوت باشد. به گفتهٔ محمدعلی بهارلو، بنیان‌گذار این تغییر از رویهٔ سنتی (مبتنی بر جواب آواز)، علینقی وزیری بود. هدف از اجرای جواب آواز، هم کاهش یکنواختی قطعه است و هم دادن فرصتی به خواننده تا بتواند نفسی تازه کند.
از نظر اهمیت، نظر موسیقی‌دانان مختلف در خصوص تصنیف متفاوت است. اگر چه برخی از ردیف‌دانان سنتی معتقد بودند که عالی‌ترین فرم موسیقی ردیفی فرم‌های «آواز» و «ضربی» (نظیر چهارمضراب) هستند، اما برخی دیگر از جمله نورعلی برومند تصنیف را فرمی پراهمیت در موسیقی ردیفی می‌دانستند و به خصوص تصنیف‌های ساخته شده توسط علی‌اکبر شیدا و عارف قزوینی را نمونه‌هایی از موسیقی اعلا تلقی می‌کردند. این قبیل تصنیف‌ها، که اکثرشان در دورهٔ قاجاریه ساخته شده‌اند، معمولاً در اجرای دستگاه‌ها توسط موسیقی‌دانان به کار گرفته می‌شوند. صفوت نیز معتقد است که در مقایسه با فرم آواز، تصنیف از ارزش کمتر برخوردار بوده‌است. به گفتهٔ او، استادان آواز تلاش می‌کردند که به شاگردانی که بااستعدادتر بودند فنون تحریر را بیاموزند و تنها اگر در این کار موفق نبودند، به آموزش تصنیف به وی روی می‌آوردند. این امر از آن جهت بود که در تصنیف، نیاز کمتری به تحریر هست. وی همچنین می‌گوید که خوانندگانی که «ردیف‌خوان» بودند (به آواز مسلط بودند) قطعاً توان اجرای تصنیف را هم داشتند اما معمولاً تصنیف‌های فاخرتر را اجرا می‌کردند و کیفیت اجرایشان از خوانندگان «تصنیف‌خوان» والاتر می‌بود.

### ارتباط با ترانه، سرود، و تصنیف در ادبیات
در ادبیات از لفظ تصنیف (یا بالاد) برای توصیف نوعی از شعرهای تغزلی استفاده می‌شود که به منظور خواندن به صورت آواز سروده می‌شوند. از همین‌رو، می‌توان گفت که تصنیف بیشتر از آنکه به ادبیات تعلق داشته باشد به موسیقی تعلق دارد. با این حال، محمدتقی بهار که بنیان‌گذار سبک‌شناسی در ادبیات فارسی و خود تصنیف‌ساز بود، معتقد است که از لحاظ ادبی مرز بین شعر، ترانه و تصنیف مبهم است و هر شعری (به خصوص اشعاری که در بحر هزج و رجز هستند) به جای تصنیف به کار برده می‌شود. اسماعیل نواب صفا، نیز مرز بین سرود، ترانه و تصنیف را مبهم می‌داند و مفهوم عام تصنیف و ترانه را دارای پیشینهٔ تاریخی طولانی می‌داند چنان‌که از دید او فهلویات و خسروانیات سروده شده در دورهٔ پیش از ورود اسلام به ایران نیز مصداقی از این فرم‌های ادبی هستند. او با استناد به منابعی گزارش می‌کند که شعر فهلویات بیشتر در بحر هزج بوده‌است و فرم رایج آن‌ها نیز دوبیتی بوده‌است، در حالی که خسروانی‌ها بیشتر در اوزان هجایی (در مقابل اوزان عروضی) سروده می‌شدند و خسروانی‌های منسوب به باربد (موسیقی‌دان دورهٔ ساسانی که اختراع خسروانی‌ها به او منتسب است) سه مصراعی بودند. مانند مفهوم امروزی تصنیف، خسروانی‌ها نیز همراه با موسیقی اجرا می‌شدند. یک نشانهٔ دیگر از ابهام مرز بین تصنیف و سرود آن است که برخی قطعات که اصالتاً به عنوان تصنیف ساخته شده‌اند امروزه به عنوان سرود شناخته و به کار گرفته می‌شوند. نمونه‌ای از این دست، تصنیف ای ایران (ساختهٔ روح‌الله خالقی با شعری از حسین گل‌گلاب) است که امروزه توسط بسیاری از ایرانیان به مثابه یک سرود ملی خوانده می‌شود.
امید طبیب‌زاده لفظ «ترانه» را مترادف با شعرِ تصنیف (یا کلام تصنیف) و تصنیف را حاصل‌جمع این ترانه با موسیقی همراهش می‌داند. وی همچنین لفظ «تصنیف‌ساز» را مختصِ کسی در نظر می‌گیرد که هم شعر و هم آهنگ یک تصنیف را همزمان و در تناسب با هم می‌سازد، و برای کسی که برای آهنگ از پیش ساخته شده شعر می‌سراید لفظ «ترانه‌سرا» را مناسب می‌داند. 
حسن وحید دستگردی هم استفاده از لفظ «ترانه» را برای توصیف این فرم شعری (شعر سرود بر روی آهنگ‌های دیگران) مناسب‌تر می‌داند. به گفتهٔ وی اولین کسی که لفظ ترانه را برای توصیف این فرم برگزید شخصی به نام «وحید اطلاق» بود و از حدود سال ۱۳۳۵ ه‍.خ به بعد لفظ «ترانه» برای این مفهوم رایج شد. اما هاشم سلیمی با بررسی نظریه‌ای که ترانه و تصنیف را معادل یکدیگر می‌داند، دیدگاه دیگری را طرح می‌کند که بر اساس آن ترانه موسیقی خاسته از تودهٔ مردم است که معمولاً شفاهی ساخته و نقل می‌شده و تصنیف یک فرم ادبی الهام‌گرفته از ترانه‌های مردمی است که توسط شاعران بزرگ به کار گرفته می‌شده. وی پایه‌گذار فرم ادبی تصنیف به این معنا را الکساندر پوشکین شاعر روس سدهٔ ۱۸ و ۱۹ میلادی می‌داند.
اما به عقیدهٔ ادوارد براون تصنیف شامل به آواز خواندن اشعار حافظ و سعدی به همراه ساز نیست، و لفظی است که برای توصیف اشعار ساده‌تر و عامیانه به کار می‌رود که همراه ساز (مثلاً سه‌تار) خوانده می‌شوند. به گفتهٔ وی سرایندگان این تصانیف عامیانه معمولاً گمنام هستند و احتمالاً خود نیز می‌خواهند که ناشناس بمانند. والنتین ژوکوفسکی، خاورشناس روس، که مقداری از این تصانیف را گردآوری و به روسی ترجمه کرده نیز از آن‌ها با لفظ «نثر سادهٔ ضربی» یاد می‌کند که مانند اشعار ادبی، از اوزان عروضی تبعیت نمی‌کنند. در مقابل، حسینعلی ملاح تصنیف را اصطلاحی جامع می‌داند که شامل سه زیرگروه سرود، چامه و ترانه است؛ وی سرود را شکلی از تصنیف می‌داند که دسته‌جمعی خوانده می‌شود (مثل سرودهای مذهبی یا سرودهای رزمی)، چامه را نوعی تصنیف عاشقانه می‌داند که شعرش معمولاً دوازده هجایی است و ترانه را ادامهٔ فهلویات پیش از اسلام می‌داند که در دوران پس از اسلام به شکل دوبیتی سروده و اجرا می‌شدند.
محمدرضا لطفی معتقد است که در دورهٔ علینقی وزیری تغییراتی در ساختار تصنیف‌های ایرانی داده شد و همزمان نام این فرم تحول‌یافته نیز از تصنیف به ترانه تغییر داده شد (چرا که تصنیف واژه‌ای عربی بود و در این استفاده از فارسی سره طرفداران زیادی پیدا کرده بود). هوشنگ اسفندیار شهابی نیز در مقاله‌ای سیر تحول از «تصنیف‌های انقلابی» به «سرودهای ملی‌گرایانه» را توضیح می‌دهد و دومی را در امتداد اولی می‌داند. او اشاره می‌کند که لفظ سرود از دیرباز برای توصیف نوعی موسیقی کاربرد داشته اما شروع کاربرد این واژه به مفهوم امروزی‌اش را به سال ۱۲۸۷ ه‍.خ نسبت می‌دهد که صادق خان عبید الممالک امیری (شاعر دورهٔ قاجاریه) قطعه‌ای به نام «سرود غم» را در واکنش به ماجرای به‌توپ‌بستن مجلس سرود. به عقیدهٔ وی سرود در ابتدا زیرشاخه‌ای از انواع تصنیف بود اما تدریجاً به فرمی مستقل تبدیل شد که نه با لفظ ترانه و نه با لفظ مارش نمی‌شود نامید. وی به‌طور خاص به نقشی که وزیری در گسترش فرم «سرود» به خصوص در مدارس داشت اشاره می‌کند و یکی از تفاوت‌های سرود و تصنیف (دست کم در این دوره) را در آن می‌داند که تصنیف‌ها محتوایی اجتماعی داشتند که در پاسخ به وقایع سیاسی روز بود، در حالی که سرودها ماهیتی میهن‌پرستانه داشتند که در آن‌ها حکومت پهلوی مورد ستایش قرار می‌گرفت و به‌طور تلویحی از لحن ضد مذهب استفاده می‌شود.
دست آخر آنکه پس از انقلاب اسلامی ایران گروهی از منتقدان موسیقی‌های پیش از انقلاب که گاه منتقد خود نام «ترانه» هم بودند، به ترانه‌ها و تصنیف‌هایی که در ستایش انقلاب یا رزمندگان جنگ ایران و عراق بودند نام «سرود» دادند و معنای امروزی این واژه متأثر از این روند نیز هست.

### ارتباط با نوحه
به عقیدهٔ ساسان فاطمی، اینکه موسیقی سنتی در دورهٔ قاجار رابطهٔ نزدیکی با نوحه‌خوانی داشته توسط شواهد مختلفی قابل تأیید است. وی این رابطه را دوطرفه می‌داند، به این معنا که موسیقی سنتی روی نوحه‌خوانی تأثیر می‌گذاشته‌است و در مقابل، نوحه‌خوانی نیز روی حفظ و تحول موسیقی سنتی، به ویژه فرم آواز مؤثر بوده‌است. به گفتهٔ وی، مهم‌ترین سند دربارهٔ پیشینهٔ این ارتباط، رساله‌ای است که توسط شخصی به نام ابراهیم بوذری نگارش شده‌است؛ بوذری در اواخر دورهٔ قاجار می‌زیسته و با نوحه‌های این دوره آشنایی وسیعی داشته‌است. فاطمی بر اساس بررسی متن این رساله و تحلیل نوحه‌های و تصنیف‌های مختلف، چنین نتیجه‌گیری می‌کند که احتمالاً برخی از تصانیف، حاصل قرار دادن شعری تازه روی ملودی یک نوحه بوده‌اند و گاهی این امر مستلزم دستکاری در شعر برای هماهنگ کردن تعداد هجاها با ملودی یادشده بوده‌است.
رابطهٔ بین تصنیف و نوحه کماکان نیز برقرار است، چنان‌که برخی از نوحه‌های معاصر نیز روی تصنیف‌ها و ترانه‌های عامه‌پسند ساخته می‌شوند.

### نقد
همچنان که بالاتر آمده‌است، استفاده از ترنم لغوی (افزودن واژگانی نظیر «حبیبم» و «ای دل» و نظایر آن) و نیز افزودن مصوت پس از واژگانی که به صامت ختم می‌شوند (خصوصاً افزودن [و] نظر «امشب به بر من است [و] آن مایهٔ ناز») در تصنیف‌های متداول بوده‌است. ساسان فاطمی این دو را از نقاط ضعف فرم تصنیف بر می‌شمارد که به جهت زیبایی‌شناسی مورد نقد بوده‌اند و دو نقد دیگر نیز از همین دست مطرح می‌کند: استفاده از کلام کلیشه‌ای که معنای بااهمیتی به شعر نمی‌افزاید (نظیر «تاج سرم / بیا به برم / رسوای تو ام / بنشین به برم») و عدم رعایت معنا و ساختار نحوی و حتی لغوی شعر در زمان تلفیق شعر و موسیقی. به گفتهٔ فاطمی، برخی از این انتقادات پیشینهٔ طولانی دارند؛ چنان‌که به گفتهٔ او، مهدی فروغ در کتاب شعر و موسیقی که در ۱۳۶۳ ه‍.خ منتشر شد و احتمالاً در دههٔ ۱۳۴۰ نگارش شده، به دو مورد اول اشاره کرده بود و آن‌ها را «مبتذل» و «بی‌معنا» می‌شمارد.  فاطمی همچنین به مقالاتی که حسین دهلوی در دههٔ ۱۳۴۰ نوشته و در مجلهٔ موزیک ایران منتشر کرده بود استناد می‌کند (این مقالات بعداً در ۱۳۷۹ در کتابی به عنوان پیوند شعر و موسیقی آوازی توسط مؤسسهٔ فرهنگی-هنری ماهور منتشر شدند)؛ در این مقالات، دهلوی نظریاتی دربارهٔ مطابقت شعر و موسیقی ارائه می‌کند از جمله این که هجاهای بلند و کوتاه در شعر می‌بایست با کشش‌های بلند و کوتاه نت‌ها مطابقت داده شوند و این که نتی که هجای تکیه‌دار بر آن خوانده می‌شود باید از نت‌های دیگر زیرتر باشد. به گفتهٔ فاطمی این نکات در تصنیف‌ها رعایت نمی‌شده‌اند و حتی موسیقی‌دانان جدیدتر نیز همهٔ این نکات را به کار نبسته‌اند.
فاطمی همچنین ذکر می‌کند که ارتباط تصنیف با نوحه و این که برخی تصانیف احتمالاً از نوحه‌ها اقتباس شده‌اند، به عنوان یک توجیه برای خطاهای زیبایی‌شناسی تصانیف به کار رفته‌است. اما به عقیدهٔ او از آنجا که رابطهٔ تصنیف و نوحه و اثرگذاری‌شان بر یکدیگر دوطرفه بوده‌است، اشکالات تصنیف‌ها را نیز نمی‌توان صرفاً به اقتباسی بودنشان منسوب کرد.

## تاریخچه

### پیش از قاجاریه
1. قول
نوعی تصنیف که با شعر عربی اجرا می‌شده‌است
2. غزل
مشابه قول بوده اما با شعر فارسی اجرا می‌شده‌است
3. ترانه
مثل قول و غزل بوده اما با شعری در بحرِ رباعی (به فارسی یا عربی) اجرا می‌شده‌است
4. بسیط:
تصنیفی با دو سرخانه و میانخانه اما بدون بازگوی، که احتمالاً فقط بر اوزان خاصی ساخته می‌شده‌است
5. عمل
تصنیفی با شعر فارسی که میانخانه نداشته یا دو میانخانه داشته
6. کار
اصطلاحی متأخرتر است که در زمان مراغی وجود نداشته و به تصنیفی اشاره می‌کند که اجرایش با نقرات (ضرب) آغاز شود.
7. نشید
نوعی تصنیف که قبل از اجرای بخشی اصلی آن، یک شعر دیگر با وزن آزاد خوانده می‌شده‌است. اگر این شعر به عربی بوده آن را «نشید عرب» و اگر به فارسی بوده «نشید عجم» می‌نامیدند.
8. مرصع
نوعی تصنیف که در آن اشعار فارسی و عربی و ترکی کنار هم اجرا می‌شدند
9. نقش
فقط یک ملودی داشته که برای تمام ابیات تکرار می‌شده‌است و ملودی آن از طول هر مصراع شعر بیشتر بوده‌است
10. صوت
مانند نقش بوده جز آنکه طول ملودی با طول مصراع‌های شعر مطابقت داشته‌است
11. هوایی
نوعی تصنیفِ عامیانه که گاه به گاه بین مردم رواج می‌یافته و به صورت بداهه خوانده می‌شده‌است.

توضیحات:
- ساختار کلی این تصنیف‌ها شامل سه ملودی متمایزِ آغازین (سرخانه یا مَطلَع)، میانی (میانخانه یا صوت الوسط یا بیت الوسط) و بازگشت (یا بازگوی یا تشییعه) بوده‌است.
- قول، غزل و ترانه با هم نوبه را تشکیل می‌دادند.

تصنیف در موسیقی ایرانی قدمت طولانی دارد؛ به عقیدهٔ ادوارد براون قدمت فرم تصنیف به پیش از ورود اسلام به ایران می‌رسد. بنا بر تحقیق محمدتقی بهار، در دورهٔ ساسانیان سه نوع اجرای شعر با ساز و آواز مرسوم بوده که با نام‌های سرود، داستان و ترانه شناخته می‌شدند. سرود اشعاری طولانی داشته و در دربار اجرا می‌شده؛ داستان حاوی اشعار حماسی بوده و در جشن‌های عمومی اجرا می‌شده‌است؛ ترانه اما محتوای عامیانه‌تری داشته و تعابیر عاشقانه در آن به کار می‌رفته‌است. با ورود اسلام به ایران این سرودها و داستان‌ها از میان رفتند اما ترانه‌ها باقی ماندند و به عقیدهٔ بهار می‌توان آن‌ها را حلقهٔ اتصال تصنیف‌های قدیمی با تصنیف‌های امروزی دانست. بهار همچنین معتقد است که بعد از ورود اسلام فرم‌های شعری جدیدی جایگزین آن تصنیف‌های قدیمی شدند: قصیده جانشین سرود شد و آن را چکامه نامیدند، مثنوی جانشین داستان شد و آن را چامه نامیدند، و غزل جایگزین ترانه شد و در قالب‌های دوبیتی و رباعی نیز سروده شد که از این آخری، تصنیف‌های آهنگین به دست آمدند.
اگر چه از این تصنیف‌های دیرین سند مشخصی در دست نیست، اما دست کم از زمان عبدالقادر مراغه‌ای (موسیقی‌دان دورهٔ تیموریان) به بعد تصنیف‌ها و ترانه‌هایی باقی مانده‌است، و در آثار او همچون جامع الالحان، مقاصد الالحان و شرح ادوار فصلی به شرح انواع تصنیف‌ها اختصاص یافته‌است. قدیمی‌ترین تصنیف مستندی که تا امروز باقی مانده، به مراغی منسوب است و قدمت آن بیش از ۶۰۰ سال است. فرهاد فخرالدینی بر اساس تحقیقات خود، شعر این تصنیف را (که شامل چهار بیت به عربی و یک بیت به فارسی است) گزارش کرده و موسیقی آن را نیز به نت درآورده‌است. به گفتهٔ او این تصنیف ابتدا در مقام حسینی شروع می‌شده و سپس با تغییر یکی از درجات، به مایهٔ همایون تغییر می‌یافته‌است. این تصنیف با همین آهنگ، بعدها توسط صدیق تعریف در مجموعهٔ تلویزیونی امام علی اجرا و پخش شد.
در دورهٔ تیموریان تصنیف رواج داشته‌است، چنان‌که در کتاب بدایع الوقایع اثر زین‌الدین واصفی هروی شاعر و نگارندهٔ دورهٔ تیموریان به یک مراسم موسیقی اشاره شده که در باغی برگزار شده و علی‌شیر نوایی (حاکم هرات) در آن حضور یافته و ۱۰ خواننده و ۸ نوازنده در آن به اجرای تصنیف‌های مختلف پرداخته‌اند. بنا بر این روایت، این نوازندگان از سازهایی همچون نی، عود، بالابان، قیچک و تنبور استفاده می‌کردند. با شروع دورهٔ صفویه، و به خصوص در دورهٔ شاه طهماسب، موسیقی طرد شد، اما پس از چندی اجرای موسیقی در دربار پادشاهان صفوی (در اصفهان) رونق پیدا کرد. سفرنامه‌نویسان اروپایی که در این دوره از ایران گذر کرده‌اند در خاطراتشان به اجرای موسیقی با ساز و آواز (به شکل تصنیف) اشاره کرده‌اند. به گفتهٔ هنری جرج فارمر سازهایی که در اجرای تصنیف‌های این دوره بسیار به کار می‌رفتند کمانچه و عود بودند، و بهترین خوانندگان تصنیف در این دوره مرد بودند. تصنیف‌های دورهٔ صفویه اغلب اوزان عروضی داشتند. از جمله تصنیف‌سازان آن دوره، شاه‌مراد خوانساری بود که تصنیفی در مدح شاه عباس اول در مقام دوگاه و نوروز و صبا ساخت. به گفتهٔ هدایت‌الله نیرسینا، شاه عباس اول خودش هم تصنیف می‌سرود و در «قهوه‌خانهٔ عرب» که محل گردهمایی خوانندگان بود نیز رفت و آمد داشت. همچنین در رسالهٔ موسیقی اثر میرزا عیسی خان بن میرزا مهدی خان تفرشی (نگاشته شده در ۱۳۰۵ قمری) به شخصی به نام «آقا مؤمن» اشاره شده که ظاهراً در دورهٔ شاه صفی و شاه عباس دوم (ششمین و هفتمین پادشاه صفوی) می‌زیسته و تصنیف می‌سروده‌است. در رسالهٔ امیرخان (از مطربان دورهٔ شاه سلطان حسین، آخرین شاه صفوی) نیز مثال‌هایی از ۱۳ تصنیف از آقا مؤمن، و دوازده تصنیف دیگر (از جمله پنج مورد ساختهٔ خود امیرخان) ارائه شده‌است. استفاده از تحریر در آواز و تصنیف نیز در دورهٔ صفویه فراگیر شد.
در اواخر دورهٔ زندیه نیز تصنیف معروفی بین اهالی فارس و کرمان رایج بود که تیره‌بختی لطفعلی خان زند، آخرین یادگار خاندان زند را شرح می‌دهد («هر دم صدای نی میاد / آواز پی در پی میاد / لطفعلی خانَم کی میاد؟ / روح و روانم کی میاد؟») تصنیف‌های عامیانه از اواخر دورهٔ زندیه رنگ و بوی انتقادی و طنزآمیز گرفتند. این امر حاصل پیدایش جنبش‌های فکری اجتماعی، و وقوع انقلاب‌های سیاسی در کشورهای اروپایی و آسیایی دانسته شده‌است. این تصنیف‌ها به تناسب موضوع با آهنگ مناسب و خاصی خوانده می‌شدند؛ مثلاً تصنیف «هر دم صدای نی میاد» را در که در ابراز انزجار از شکنجه‌هایی بود که بر لطفعلی خان زند روا داشته شد، در دستگاه شور می‌خواندند.

### در دورهٔ قاجار
شاه کج‌کلاه / رفته کربلا / گشته بی‌بلا
نون شده گرون / یه من یه قرون / یه من یه قرون
ما شدیم اسیر / از دست وزیر / از دست وزیر

به نقل از عبدالله مستوفی

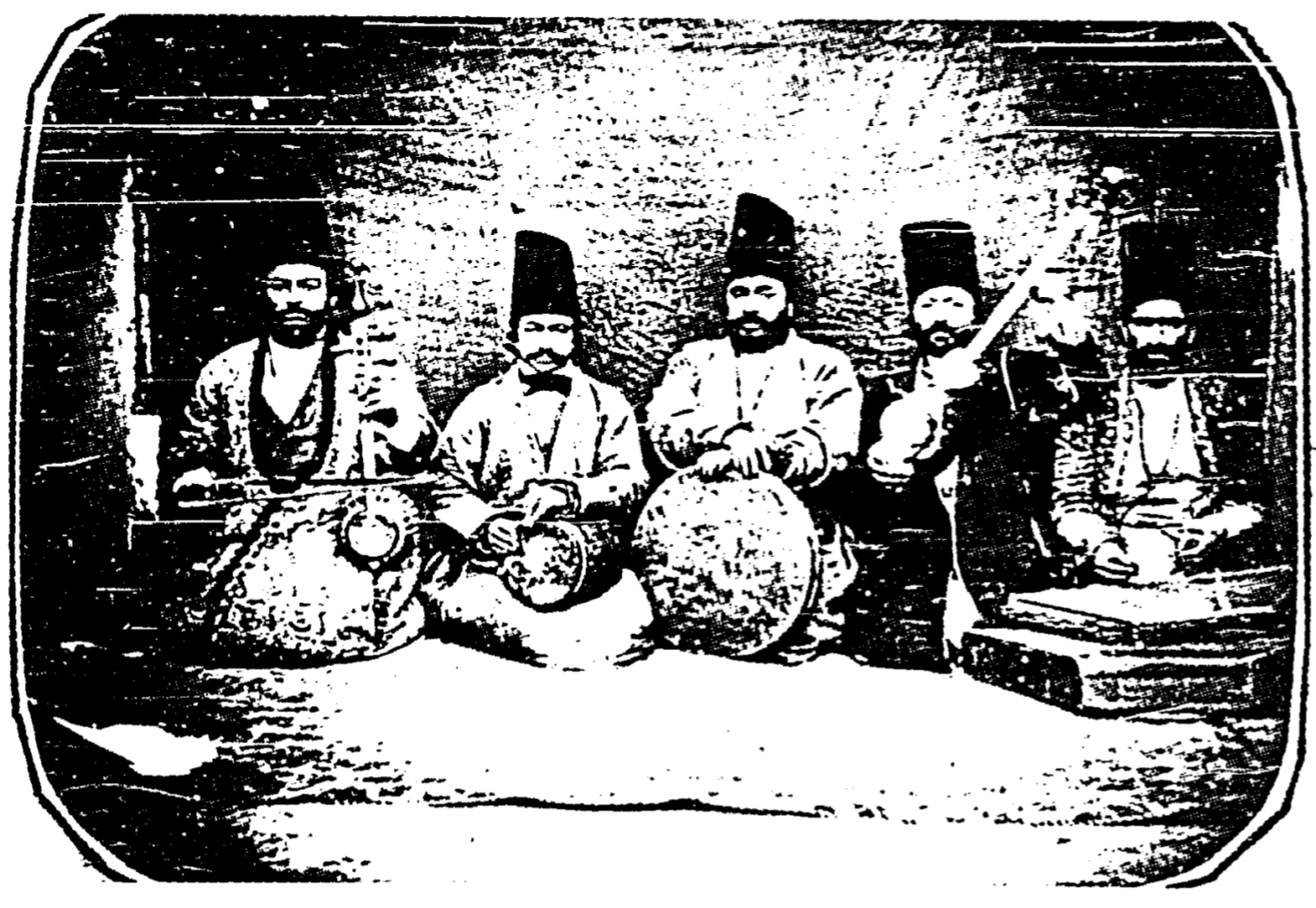
تصویری از تصنیف‌نوازان دورهٔ قاجار. این تصویر در زمان حکومت ناصرالدین شاه و در خلال مراسم روز طبخ آش گرفته شده‌است؛ در آن زمان به این گروه نوازندگان با عبارت «عمله‌جات طَرَب» اشاره می‌شده‌است.

رواج تصنیف به شکل امروزی، به اواخر دورهٔ قاجاریه و آغاز جنبش مشروطه ایران نسبت داده می‌شود. در این دوره، شاعران و آهنگسازان بسیاری به تصنیف روی آوردند و بسیاری از این تصنیف‌ها وضعیت سیاسی و اجتماعی جامعهٔ آن دوران را منعکس می‌کردند. این مفهوم، با آنچه در موسیقی قدیم ایران (پیش از قرن دوازدهم هجری) تصنیف نامیده می‌شد متفاوت است؛ در قدیم تصنیف صرفاً به نوعی شعر در اوزان عروضی گفته می‌شد که می‌توانست با مقام‌های موسیقی هم جور شود و به صورت موزون به آواز خوانده شود. اما در مفهوم جدیدش، نقش موسیقی بیشتر از شعر بود، چنان‌که روح‌الله خالقی تصنیف‌ها را به معنای «آهنگ‌های کوتاهی که با شعر همراه باشند» تعریف کرده‌است. همچنین نوع خاصی از تصنیف در این دوره با نام «کارِ عمل» (یا «کار و عمل») رایج بود که گاه مقصود از آن نمایش دادن مقام و گوشه‌های هر دستگاه بود. در این دوره تصنیف‌های عامیانه‌ای نیز در واکنش به مسائل روزمره ساخته می‌شدند، مثلاً راجع به گرانی نان هنگام سفر ناصرالدین شاه به اروپا، کسوف، یا عزل مسعود میرزا ظل السلطان از حکومت اصفهان.
از اوایل و اواسط قاجاریهٔ حدود ۱۳۰ تصنیف برجا مانده‌است. این تصنیف‌ها عامیانه هستند و موسیقی‌دانانی که به اعتبار هنری یا اخلاقی خود توجه داشتند از ساختن این گونه تصنیف‌ها خودداری می‌کردند یا در صورت آفریدن آن، از ذکر نامشان به عنوان سازندهٔ تصنیف خودداری می‌کردند. در نتیجه تنها یک چهارم این‌ها سازنده معلومی دارند. این تصنیف‌ها گاه محتوای هجوآمیز و انتقادی دربارهٔ حکومت و دربار داشتند و گاهی توسط مطربان برای مجالس رقص و شادی ساخته می‌شدند. والنتین الکسیویچ ژوکوفسکی مجموعه‌ای از این تصانیف را گردآوری و منتشر کرده‌است. بسیاری از این تصانیف نیز از طریق عبدالله دوامی (که به گفتهٔ نورعلی برومند تمام تصانیف قدیمی را حفظ بود) به نسل بعد منتقل شدند؛ دوامی خود این تصنیف‌ها را از خانوادهٔ سماع حضور فرا گرفته بود و به برومند گفته بود که این خانواده در ساخت و نشر تمام تصانیف آن دوره دست داشتند. از جملهٔ تصنیف‌هایی که توسط دوامی نقل شده، تصنیفی به نام «وعده کردی» است که در گوشهٔ عراق از دستگاه ماهور است و به گفتهٔ دوامی، علی اکبر فراهانی در حوالی ۱۲۴۰ ه‍.خ آن را ساخته بوده‌است.

| از کفم رها شد قرار دل     |  | نیست دست من اختیار دل      |
| هیز و هرزه‌گرد ضد اهل درد  |  | گشته زین در آن در مدار دل  |
| بی‌شرف‌تر از دل مجو که نیست |  | غیر ننگ و عار کار و بار دل |
| خجلتم کشد پیش چشم از آنک  |  | بود بهر من در فشار دل      |
| بس که هر کجا رفت و برنگشت |  | دیده شد سفید زانتظار دل    |
| عمر شدم حرام باختم تمام   |  | آبرو و نام در قمار دل      |
| بعد از این ضرر ابلهم اگر  |  | خم کنم کمر زیر بار دل      |
| هر دو ناکسیم گر دگر رسیم  |  | دل به کار من من به کار دل  |
| داغدار چون لاله‌اش کنم     |  | تا به کی توان بود خار دل   |
| همچو رستم از تیر غم کنم   |  | کور چشم اسفندیار دل        |
| خون دل بریخت از دو چشم من |  | خوش دلم از این انتحار دل   |
| افتخار مرد در درستی است   |  | وز شکستگی است اعتبار دل    |
| عارف اینقدر لاف تا به کی  |  | شیر عاجز است از شکار دل    |
| مقتدرترین خسروان شدند     |  | محور در کف اقتدار دل       |
| — عارف قزوینی[۱۰۸]        |  |                            |

علی‌اکبر شیدا یکی از تصنیف‌سازان برجستهٔ دورهٔ قاجاریه، که تصنیف‌هایش بیشتر محتوای عاشقانه داشت.

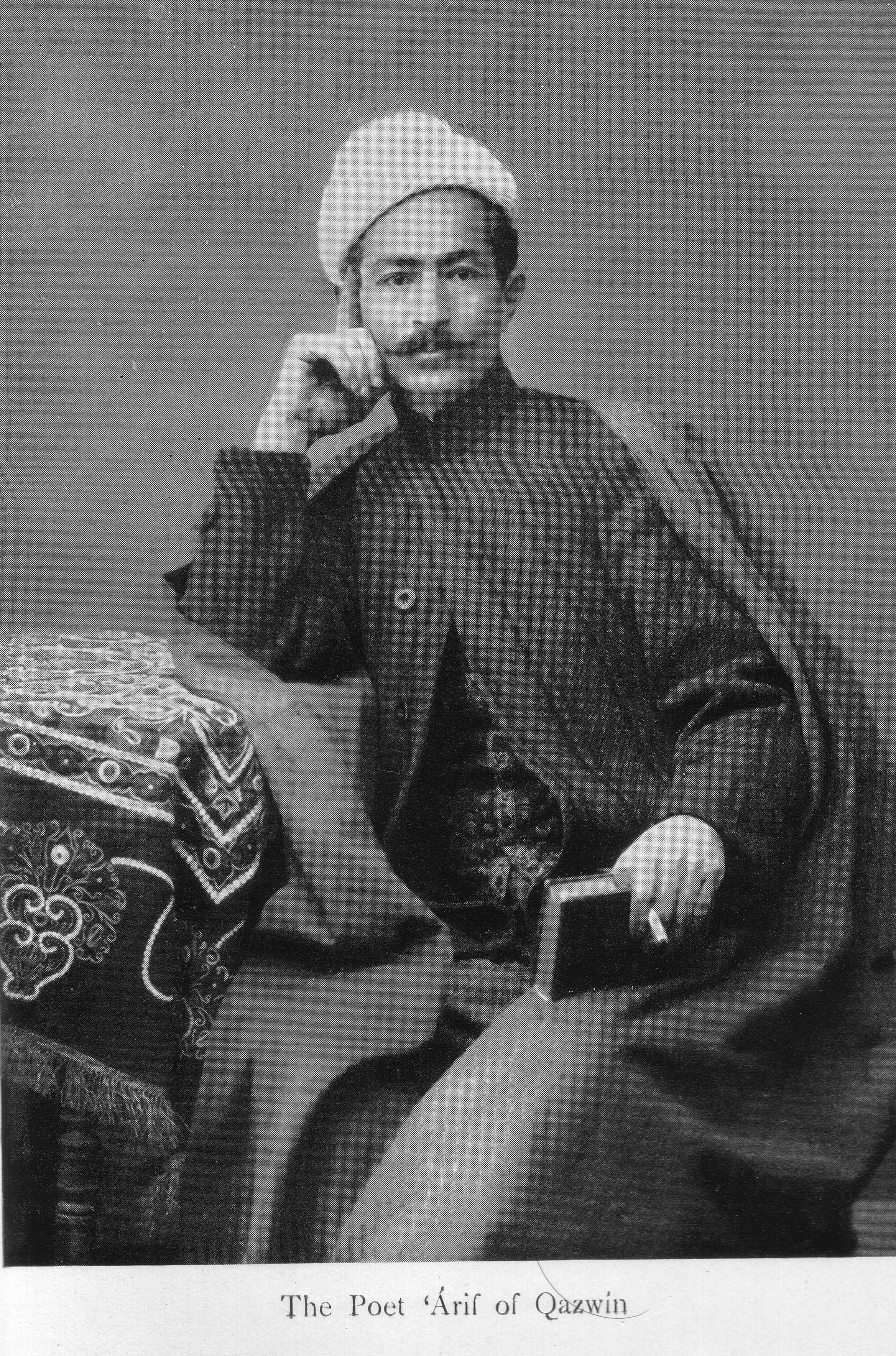
عارف قزوینی یکی از تصنیف‌ساززان برجستهٔ دورهٔ قاجاریه، که مفاهیم سیاسی و اجتماعی را به تصنیف وارد کرد.

در رواج تصنیف، نقش دو تن از آهنگسازان اواخر قاجار انکارناپذیر بود: علی‌اکبر شیدا (۱۲۲۲–۱۲۸۵ ه‍.خ) و عارف قزوینی (۱۲۵۹–۱۳۱۲ ه‍.خ). شیدا را «مبتکر تصنیف‌سازی» نیز نامیده‌اند. وی از برخی مطربان یهودی که برخی‌شان استادان موسیقی زمان خود بودند در ساختن موسیقی تصنیف‌هایش کمک گرفت و از آنجا که خود از پیروان صفی‌علی‌شاه (پیشوای تصوف) بود، تصنیف‌های بسیاری را به او تقدیم کرد و از او با القابی همچون «شاه صفی» در تصنیف نام برد. شیدا خود دلباختهٔ رقاصی یهودی به نام «مرضیه» بود و از همین‌رو تصنیف‌های شیدا مضمون عاشقانه داشتند؛ برخی از تصنیف‌های عارف نیز عاشقانه بودند، اما عارف از تصنیف بیشتر برای بیان مفاهیم سیاسی و میهنی استفاده می‌کرد. عارف و شیدا، هر دو هم ترانه‌سرا و هم آهنگساز تصنیف‌های خود بودند و عارف همچنین آوازه‌خان تصنیف‌های خودش نیز بود. بیشتر تصانیف شیدا باقی نمانده‌اند، و آنچه باقی مانده حدود ۱۰ تصنیف است که توسط مرضیه بازخوانی شده‌اند. همچنین ابراهیم منصوری تصنیف‌های شیدا و عارف را به نت درآورده است.
با ظهور شیدا، تصنیف جایگاه ویژه‌ای پیدا کرد؛ وی تصنیف را از مقال گفتگوهای عامیانه بیرون آورده و به محفل هنرمندان برد. عارف جزو نخستین کسانی بود که ارزش کار شیدا را (حدود ۲۰ سال پس از درگذشت وی) درک کرد ولی او دغدغهٔ سیاسی داشت و از همین رو تصنیف‌هایش سرشار از سروده‌های وطنی (یا آنچه «شعر پایداری» نامیده می‌شود) هستند. به همین دلیل وی را «مخترع تصنیف ملی» نیز نامیده‌اند. عارف محتوا، مضامین و فرم تصنیف را تکامل بخشید و کاربردی نو برای آن به وجود آورد. وی جمعاً ۲۹ تصنیف ساخت که شامل ۹ تصنیف عاشقانه، و ۲۰ تصنیف با مفاهیم سیاسی و اجتماعی است. پیش از عارف تصنیف‌های سیاسی مبتذل توسط مردم و مطرب‌ها ساخته می‌شد، و اعتبار تحول تصنیف‌های سیاسی به شکلی ارزشمند و دور از ابتذال، به عارف داده می‌شود. برای نمونه او تصنیف «گریه را به مستی» را در زمان سفر ابوالقاسم ناصرالملک به اروپا سرود و در آن وی را به نقد کشید (که منجر به صدور دستور دستگیری عارف و فرار وی از تهران شد)، و تصنیف «گریه کن» را پیرو قتل محمدتقی پسیان سرود. به گفتهٔ روح‌الله خالقی، تصنیف‌های عارف دهان‌به‌دهان می‌گشتند و به سرعت از شهری به شهر دیگر گسترش می‌یافتند، و در اعتلای سطح فرهنگ جامعه مؤثر بودند. خالقی خود بعدها با تنظیم تصنیف‌های شیدا و عارف برای ارکستر در حفظ این آثار نقشی بسزا ایفا کرد. عارف خود نیز تا سال ۱۳۰۳ ه‍.خ تصنیف‌هایش را در کنسرت اجرا می‌کرد، اما پس از آن تا پایان عمرش، از صحنهٔ موسیقی کناره گرفت؛ اما قمرالملوک وزیری در آن سال‌ها به اجرای تصنیف‌های عارف پرداخت و آن‌ها را نزد شنوندگان ایرانی زنده نگاه داشت. تصنیف‌های عارف و دیگر تصنیف‌های انقلابی همچنین به وفور در انجمن‌های انقلابیون و به خصوص در تئاتر گراند هتل در لاله‌زار اجرا می‌شدند.
همانگونه که شیدا در تبدیل تصنیف از یک فرم عامیانه به یک فرم اصیل موسیقی ردیفی نقش داشت، و عارف در گسترش تصنیف به مفاهیمی فرای احساسات عاشقانه پیشرو بود، محمدتقی بهار (موسوم به ملک‌الشعرا، ۱۲۶۵–۱۳۳۰ ه‍.خ) نیز بابت ورود تصنیف به ادبیات مکتوب ایران مؤثر بود. تصنیف‌های بهار نیز مانند تصنیف‌های عارف ماهیت ملی-میهنی داشتند، و بهار که شاعر توانمندی بود، توانست ارتباط بین شاعری و تصنیف‌سازی را مستحکم‌تر کند. خود بهار نیز در نامه‌ای به مجتبی مینوی از سخیف بودن تصنیف‌های کوچه‌بازاری انتقاد کرده و بر سرودن تصنیف‌هایی که اصول شعری در آن‌ها رعایت شده‌اند تأکید کرده‌است. آهنگسازی تصنیف‌های بهار را درویش‌خان انجام داده‌است، و به همین رو از درویش‌خان (و حسام‌السلطنه مراد) به عنوان تصنیف‌سازان بزرگ این دوره یاد کرده‌اند. پس از بهار، هم‌دوره‌های وی همچون حسین گل‌گلاب و محمدعلی امیرجاهد نیز تحت تأثیر او به تصنیف‌سازی روی آوردند. امیرجاهد همچنین تصنیف‌های خودش را با صدای ساز و آواز هنرمندان زمان خود روی صفحهٔ گرامافون ضبط کرده و نت تصنیف‌هایش را هم به صورت چاپی منتشر کرد. مجموعهٔ این رویدادها از زمان عارف به این سو، جایگاه تصنیف را چنان بالا برد که سازندگانشان از ذکر نامشان به عنوان سازندهٔ تصنیف ابایی نداشتند.
به جز تصنیف‌های عامیانه، در دورهٔ قاجار تصنیف‌هایی نیز توسط موسیقی‌دانان درباری ساخته می‌شد. از جملهٔ تصنیف‌سازانی که در دربار قاجار مشغول بودند به دو زن با نام‌های سلطان خانوم و تاج السلطنه (از دختران ناصرالدین شاه) اشاره شده‌است.

### در دورهٔ پهلوی
گذشته از توانایی تصنیف در بیان سادهٔ گفتمان سیاسی، یکی از دلایل گسترش تصنیف رشد شهرنشینی در ایران و تقاضای اجتماعی برای موسیقی پرشورتری بود که مناسب مجالس شب‌نشینی و تفریحات شهری (در هتل‌ها، رستوران‌ها و کافه‌ها) باشد. از همین رو، از دههٔ ۱۳۲۰ ه‍.خ به بعد که موسیقی پاپ و راک در ایران تدریجاً جای خود را باز کرد، تصنیف‌سرایی نیز کم‌کم جای خود را به ترانه‌سرایی برای این نوع موسیقی داد. این روند همچنین منجر به شکل‌گیری موسیقی تلفیقی (حاصل ادغام این سبک‌ها) شد. از افراد مؤثر در این دوره، علینقی وزیری بود که پس از تحصیل موسیقی در غرب، به آموزش تئوری موسیقی غربی در ایران پرداخت و تحت تأثیر آموزش‌های او بود که آهنگسازانی همچون مرتضی محجوبی، جواد بدیع‌زاده و حسین یاحقی به استفاده از سازهای غربی برای ساخت تصنیف روی آوردند. از جملهٔ تغییرات مهمی که وزیری در ساختار تصنیف داد آن بود که برخلاف تصانیف قدیمی که در آن‌ها سازها جواب آواز را با ملودی مشابهی می‌دادند، او در تصنیف‌ها به سازها ملودی‌های جدیدی داد که مابین جملات آواز اجرا کنند. از حوالی ۱۳۳۹ ه‍.خ به بعد، تصنیف‌سازان این دوره که اغلب از شاگردان ابوالحسن صبا بودند از لفظ «ترانه» برای توصیف تصنیف‌ها استفاده کردند. اما رشد این ترانه‌های دستگاهی، با وقوع انقلاب اسلامی ایران متوقف شد. مهم‌ترین شاعران تصنیف‌های این دوره نیز عبارت بودند از رحیم معینی کرمانشاهی، اسماعیل نواب صفا، پرویز خطیبی، بیژن ترقی، تورج نگهبان و رهی معیری.
در این بین، دو عامل به حفظ و گسترش تصنیف در دورهٔ پهلوی کمک کردند که عبارت بودند از پخش برنامهٔ رادیویی گل‌ها، و توجه خوانندگانی همچون مرضیه و غلامحسین بنان به این فرم موسیقی. برنامهٔ گل‌ها که پخش آن از ۱۳۳۵ و با نام «گل‌های جاویدان» شروع شد، با هدف نمایش دادن موسیقی سنتی ایرانی تهیه می‌شد. در این برنامه‌ها مرضیه به اجرای مجدد تصنیف‌های شیدا پرداخت و بنان نیز، که از پیش از آن در رادیو آواز می‌خواند، تصنیف‌های عارف را اجرا کرد. تصنیف‌های رهی معیری نیز در این دوره با اجرای خوانندگان مختلف از طریق رادیو پخش می‌شدند و مورد استقبال قرار می‌گرفتند.

### پس از انقلاب اسلامی ایران
پس از انقلاب، «مرکز حفظ و اشاعهٔ موسیقی ایرانی» و گروه موسیقی دانشکده هنرهای زیبای دانشگاه تهران حرکتی را در جهت بازگشت به سنت آغاز کردند. این دوره که با حذف موسیقی پاپ نیز همراه بود، به ساختن تصنیف‌هایی با روش قدیم، و نیز احیای لفظ «تصنیف» برای توصیف این فرم موسیقی منجر شد. در این دوره، تصنیف‌سازان برای آن‌که به «ترانه» و «ترانه‌سرایی» پشت کنند، به استفاده از اشعار شعرای قدیمی برای تصنیف‌ها روی آوردند و نقش ترانه‌سرا در تصنیف‌سازی حذف شد. شرایط جامعهٔ ایران پس از انقلاب اسلامی نیز بر پرهیز تصنیف‌خوانان از محتویات تصنیف‌های قدیمی، و محدود شدن تصنیف‌ها به «گل و بلبل و بهار طبیعت» مؤثر دانسته شده‌است. تصنیف‌سازی بین موسیقی‌دانان معاصر نیز محدود است؛ از جمله تصنیف‌سازان معاصر می‌توان از محمدرضا لطفی، حسین علیزاده، پرویز مشکاتیان و محمدرضا شجریان یاد کرد.
در دورهٔ جنگ ایران و عراق تصنیف‌هایی با موضوع جنگ یا مضامین حماسی ساخته شدند، از جمله تصنیف کاروان شهید که در اوایل جنگ ساخته شد. اما پس از جنگ شعرهای عرفانی بیشتر مورد توجه قرار گرفتند. در سال‌های پس از آن دو جریان عمده در تصنیف‌خوانی شکل گرفته‌است؛ جریان اول به بازخوانی تصنیف‌های قدیمی نظیر تصانیف عارف و شیدا می‌پردازد (که بیشتر تصنیف‌های محمدرضا شجریان در این دسته‌اند) و جریان دوم به سرودن تصنیف‌های عاشقانه و عارفانه گرایش دارد. تصنیف شبانگاهان با شعری از ساعد باقری و آواز عبدالحسین مختاباد نمونه‌ای از این جریان دوم است.

## منبع‌شناسی
آلفرد لومر و کلمان اوار چند تصنیف را گردآوری و به روش غربی نت‌نویسی کردند. همچنین الکساندر خودزکو (۱۸۰۴–۱۸۹۱ م.) در سال ۱۸۴۲ اثری با عنوان نمونه‌های اشعار عامیانه ایران به زبان انگلیسی منتشر کرد و در آن قطعاتی از تصنیف‌های محلی و عامیانه ایرانی را آورد. این اثر از آن جهت که اشعار را غالباً به صورت ترجمه‌شده (بدون درج نسخهٔ فارسی) آورده و نیز به دلیل محدودیت تعداد تصنیف‌هایی که در آن آمده، مورد نقد بوده‌است. در سال ۱۳۸۱ ه‍. خ، ترجمهٔ فارسی چند فصل این کتاب توسط جعفر خمامی‌زاده با عنوان ت‍ران‍ه‌ه‍ای م‍ح‍ل‍ی س‍اک‍ن‍ان ک‍ران‍ه‌ه‍ای ج‍ن‍وی دری‍ای خ‍زر توسط انتشارات سروش منتشر شد.
والنتین الکسیویچ ژوکوفسکی (۱۸۵۸–۱۹۱۸ م) در اثری به نام اشعار عامیانهٔ ایران (در عصر قاجار) (چاپ ۱۹۰۲) مجموعه‌ای از اشعار تصنیف‌هایی که بین سال‌های ۱۸۸۳ تا ۱۸۹۹ م. در اصفهان، شیراز و تهران و روستاهای بین راه گردآوری کرده بود را منتشر کرده‌است. این اثر یکی از قدیمی‌ترین منابع موجود در مورد تصنیف‌های عامیانهٔ فارسی است. فصل‌های مختلف کتاب به ترانه‌های خوانندگان و نوازندگان، ترانه‌های عروسی، لالایی‌ها و سایر انواع ترانه‌های محلی اختصاص یافته‌اند. از جمله تصنیف‌هایی که در کتاب ژوکوفسکی آمده می‌توان به در فکر تو بودم اشاره کرد. در سال ۱۳۸۲ ه‍. خ، ترجمه‌ای از این اثر توسط میرباقر مظفرزاده و با تصحیح و توضیح عبدالحسین نوایی توسط انتشارات اساطیر منتشر شد.
مرتضی احمدی در سال ۱۳۸۱ در کتابی با عنوان کهنه‌های همیشه نو، ترانه‌های تخت حوضی (انتشارات ققنوس، تهران)، مجموعه‌ای از تصنیف‌های عامیانهٔ معاصر را گردآوردی و منتشر کرد. مقایسهٔ این کتاب با اثر ژوکوفسکی نشان می‌دهد که از تصنیف‌هایی که ژوکوفسکی در دوران ناصرالدین شاه گردآوری کرده بود، فقط عده‌ای اندک تا دورهٔ معاصر باقی مانده‌اند. کتاب احمدی به موضوع تصنیف‌هایی که در ضمن نمایش روحوضی خوانده می‌شوند تمرکز دارد؛ این نوع نمایش نیز از زمان ناصرالدین شاه رواج یافته بود. در این کتاب همچنین نمونه‌هایی از تصنیف‌هایی که در عروسی‌ها، یا در قالب ترانه‌های شادی‌بخش، سرگرم‌کننده یا طنزآمیز خوانده می‌شوند، آمده‌است.
مجتبی خوش‌ضمیر، آهنگساز ایرانی، در سال ۱۹۷۵ م. پایان‌نامهٔ کارشناسی ارشد خود در دانشگاه ایلینوی در اربانا-شمپین را به موضوع تصنیف اختصاص داد؛ عنوان این اثر «ابعاد تصنیف ایرانی» است و خود یکی از منابعی است که بعدتر مارگارت کاتون در سال ۱۹۸۳ م. در پایان‌نامهٔ دکترایش در رشتهٔ موسیقی در دانشگاه کالیفرنیا، لس‌آنجلس استفاده کرد. عنوان پایان‌نامهٔ او «تصنیف سنتی: گونه‌ای از موسیقی آوازی ایرانی» بود. او همچنین نویسندهٔ سرفصل «تصنیف» در دانشنامه ایرانیکا نیز هست. حسینعلی ملاح نیز چند مقاله (از جمله دو مورد با عنوان «تصنیف چیست») دربارهٔ تصنیف نوشته که روی دیدگاه‌های بسیاری از موسیقی‌شناسان پس از او اثرگذار بوده‌است. ملاح در زمان خودش به عنوان مهم‌ترین محقق در زمینهٔ تصنیف شناخته می‌شد و طرح دیدگاهی که ترانه و سرود را یک نوع از تصنیف می‌داند به او نسبت داده می‌شود.

## نمونه‌ها

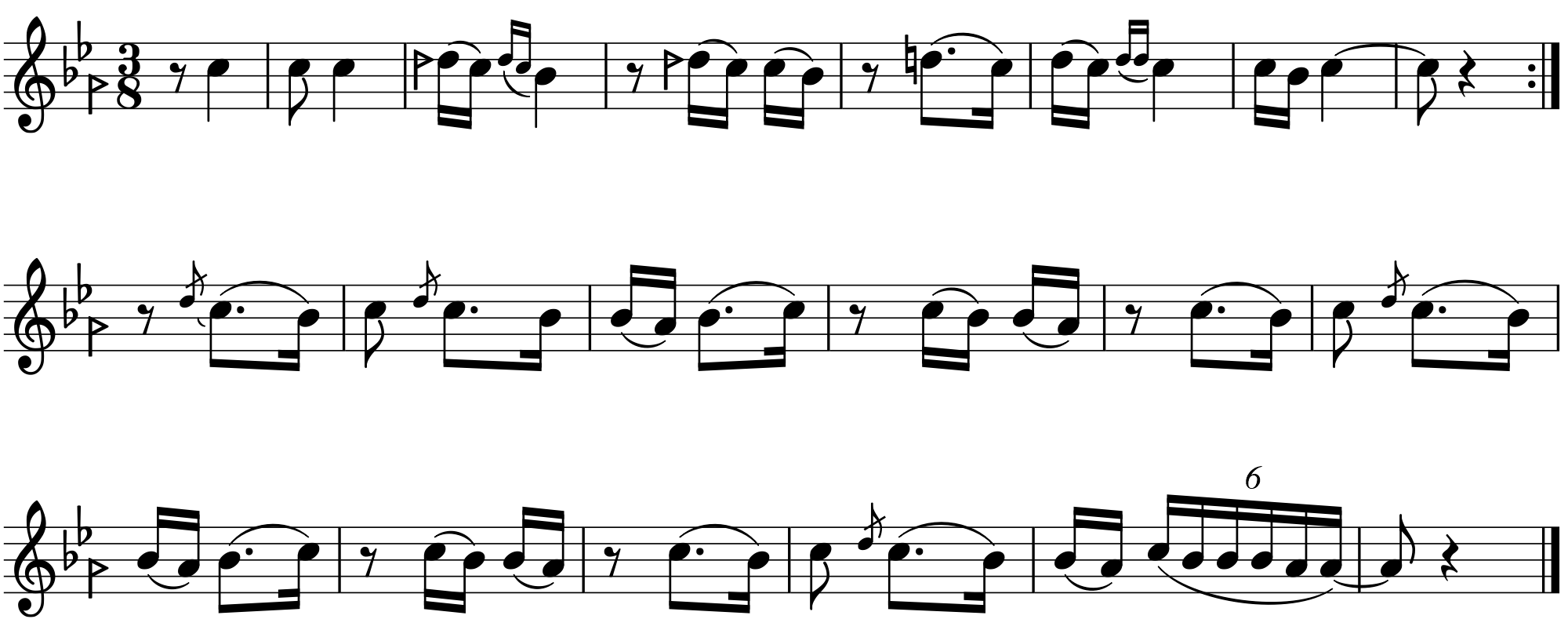
نت ۲۰ میزان نخست تصنیف «از کفم رها»، به روایت ارشد تهماسبی

گزیده‌ای از نمونه‌های مشهور تصنیف عبارتند از:
- «از خون جوانان وطن لاله دمیده» ساختهٔ عارف قزوینی. وی این تصنیف را که در آواز دشتی است، پس از رخداد به‌توپ‌بستن مجلس سرود و در آن وکیلان (نمایندگان مجلس) را دزد و سارق نامید و راجع به خطر دوبارهٔ حضور استبداد به مردم هشدار داد.[۱۵۷]
- «تصنیف شوستِر» که وی در گیرودار رویدادهای منجر به اخراج مورگان شوستر از ایران، در آواز دشتی سرود (این تصنیف با مصراع «ننگ آن خانه که مهمان ز سر خوان برود» آغاز می‌شود).[۱۵۸][۱۵۹]
- «تصنیف کلنل» ساختهٔ عارف قزوینی که راجع به کلنل محمدتقی پسیان است و آن را در ۱۲۹۸ ه‍.خ سرود. پسیان فرماندهٔ ژاندارمری خراسان بود و با کمک قوای محلی یک کمیتهٔ انقلابی و حکومت ایالتی در خراسان تأسیس کرد اما بعداً در درگیری با طوایف کرد کشته شد. عارف که پسیان را ناجی ایران می‌دانست از مرگ او بسیار آشفته شد و تصنیفی با مطلع «مگو چه سان نکنم گریه، گریه کار من است» سرود.[۱۶۰]
- «از کفم رها» ساختهٔ عارف قزوینی، که در آواز افشاری است، از معدود تصنیف‌های عاشقانهٔ عارف است. او این تصنیف را در ۱۳۲۹ ه‍.ق ساخت. در همان سال عبدالله دوامی به همراه درویش‌خان عازم تفلیس بودند تا قطعاتی از موسیقی سنتی ایرانی را اجرا و روی صفحه گرامافون ضبط کنند. دوامی ابتدا تلاش کرد درویش‌خان را مجاب کند که تصنیف شوستر را ضبط کنند اما درویش‌خان از ضبط این قطعهٔ سیاسی پرهیز کرد؛ در نهایت وی درویش‌خان را راضی کرد تا تصنیف از کفم رها را به جای آن ضبط کنند.[۱۶۱][۱۶۲] این تصنیف یکی از معروف‌ترین آثار عارف دانسته می‌شود.[۱۶۳]
- «ز من نگارم خبر ندارد» با شعری از ملک الشعرای بهار و آهنگی از درویش خان در دستگاه ماهور، که اگرچه با لحنی شاعرانه آغاز می‌شود، اما محتوای سیاسی و اجتماعی نیز دارد (به‌ویژه در بیت «جز انتظام و جز استقامت / وطن علاجی دگر ندارد»)[۱۶۴]
- «مرغ سحر» با شعری از ملک الشعرای بهار آهنگی از مرتضی نی‌داوود، که در ۱۳۰۴ ه‍.خ ساخته شده‌است.[۱۶۵] این تصنیف بیانگر فضای سیاسی ایران عصر رضاشاه بود و وقتی توسط قمرالملوک وزیری اجرا شد، تداعی‌گر آرزوهای آزادی‌خواهان ایرانی شد.[۱۶۶] اجراهای محمدرضا شجریان از این تصنیف، به‌طور ویژه‌ای مشهور هستند. شجریان در سال ۱۳۶۸ ه‍.خ در سن خوزه کنسرتی داشت؛ این شهر با محل سکونت نی‌داوود (سان فرانسیسکو) فاصلهٔ زیادی نداشت و شجریان قصد داشت که از او برای اجرا در کنسرتش دعوت کند اما نی‌داوود دو روز پیش از این کنسرت درگذشت. شجریان نیز پس از یک دقیقه سکوت، تصنیف مرغ سحر را در انتهای کنسرت اجرا کرد. از آن زمان معمولاً شجریان به اصرار مردم این قطعه را در پایان کنسرت‌های خود اجرا کرد.[۱۶۷]
- «بهار دلنشین» با شعری از بیژن ترقی و آهنگی از روح‌الله خالقی در آواز اصفهان.[۱۶۸] این تصنیف اولین بار با آواز غلامحسین بنان در آلبوم گل‌های رنگارنگ شمارهٔ ۲۲۴ منتشر شد.[۱۶۹]
- «تو ای پری کجایی» (یا «گمگشته») با شعری از هوشنگ ابتهاج (سایه) و آهنگی از همایون خرم؛ خرم این تصنیف را ظرف یک هفته و به درخواست ابتهاج (که در آن زمان مدیر برنامهٔ رادیویی گل‌ها بود) ساخت. این تصنیف اولین بار توسط حسین قوامی در آلبوم گل‌های تازه شمارهٔ ۵۲ اجرا شد.[۱۷۰]
- «خزان عشق» با شعری از رهی معیری با آهنگسازی و صدای جواد بدیع‌زاده. این اثر، اولین تصنیف رهی معیری بود.[۱۷۱] این تصنیف در دستگاه همایون است و بدیع‌زاده آن را در سال ۱۳۱۵ ه‍.خ در آلمان و در حین سفر ضبط کرد. وی به دلیل نداشتن دسترسی به نوازندگان ایرانی، از یک پیانیست آلمانی استفاده کرد و به همین دلیل به سلسله صفحاتی که در این سفر ضبط کرد نام «کنسرت آلمانی» نیز داده‌اند.[۱۷۲][۱۷۳]
- «رسوای زمانه» با شعری از بهادر یگانه و آهنگسازی همایون خرم در دستگاه سه‌گاه. خرم آهنگسازی این تصنیف در گوشهٔ مخالف سه‌گاه را متأثر از آموزش‌هایی که از ابوالحسن صبا دربارهٔ این گوشه گرفته بود دانسته‌است.[۱۷۴] مقدمهٔ این تصنیف دارای ارکستراسیون است و با ارکستر بزرگی اجرا شده‌است.[۱۷۵]
- تصنیف «سپیده» ساختهٔ محمدرضا لطفی با شعری از هوشنگ ابتهاج و صدای محمدرضا شجریان. این تصنیف در زمان انقلاب اسلامی ایران ساخته شد و در شب انقلاب از رادیوی ایران پخش شد و به همین جهت با موضوع انقلاب و حس وطن‌دوستی گره خورده‌است.[۱۷۶][۱۷۷]

## یادداشت
1. ↑  interlude
2. ↑  Specimens of the popular poetry of Persia
3. ↑  Aspects of the Persian tasnif
4. ↑  The classical 'tasnif': a genre of Persian vocal music

## برای مطالعهٔ بیشتر
- مشکین‌قلم، سعید (۱۳۷۷). تصنیف‌ها، ترانه‌ها و سرودهای ایران‌زمین. تهران: خانه سبز. شابک ۹۶۴-۹۱۱۳۱-۵-۰.
- طبیب‌زاده، امید (۱۳۸۲). تحلیل وزن شعر عامیانه فارسی (همراه سیصد قطعه شعر عامیانه و تقطیع آن‌ها). تهران: نیلوفر. شابک ۹۶۴-۴۴۸-۲۰۰-X.